# Alexandra av Hannover
För en annan person med samma namn, se Alexandra av Hannover (1882–1963).
Prinsessan Alexandra Charlotte Ulrike Maryam Virginia av Hannover, född 20 juli 1999 i Vöcklabruck, Oberösterreich, Österrike, är dotter till prinsessan Caroline av Monaco och hennes tredje make Ernst August av Hannover.
Alexandra har tre äldre halvsyskon på sin mors sida, Andrea, Charlotte och Pierre Casiraghi, som modern Caroline fick tillsammans med sin framlidne make, Stefano Casiraghi (1960–1990). Alexandra har också två äldre halvbröder på sin fars sida, Ernst August och Christian. Hon har tidigare tävlat i konståkning, bland annat vid European Youth Olympic Festival och ISU Junior Grand Prix of Figure Skating.